# Thecocarcelia thrix
Thecocarcelia thrix là một loài ruồi trong họ Tachinidae.